# Gabriele Corsi
Gabriele Corsi (nome per esteso Gabriele Maria Fausto Giuseppe Corsi marchese Flores d'Arcais; Roma, 29 luglio 1971) è uno showman, conduttore televisivo, conduttore radiofonico, comico e
attore italiano, componente del Trio Medusa.

## Biografia
Nato e cresciuto a Cinecittà, figlio di una insegnante di matematica e di un ingegnere, discendente da una famiglia nobile (marchesi) da parte di nonna. Si diploma, nel 1990, presso il liceo Scientifico Cavour di Roma; nello stesso anno, vince il concorso all'Accademia d'arte drammatica "Silvio D'Amico", da cui verrà espulso per dissapori con un professore. Inizia una lunga gavetta a teatro e, negli stessi anni, fonda un'emittente radiofonica pirata chiamata "Radio Medusa" con gli amici del Trio Medusa, durante una vacanza estiva: infatti, i tre si divertono a fare scherzi divertenti sulle frequenze di Radio Maria; avendo però recato "disturbo", hanno preso una multa dall'Escopost.

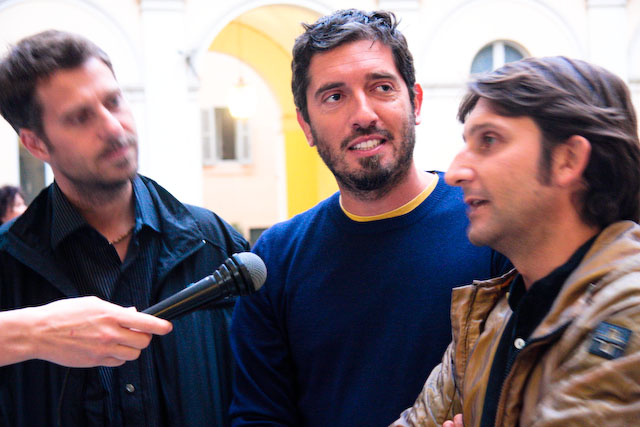
Gabriele Corsi (a sinistra) con i colleghi del Trio Medusa (2009)

Ha interpretato il carabiniere Michele Falcetti nelle prime tre stagioni della serie televisiva Il maresciallo Rocca, occasione che gli è stata concessa dopo lo spettacolo "Il Giallo è servito", da lui scritto e diretto. Si diploma al Susan Strasberg’s Actor Studio. Nel 1996 si laurea in Scienze Politiche all'Università La Sapienza di Roma con 108/110 di voto. Contemporaneamente inizia la sua avventura radiofonica come membro del Trio Medusa. I tre conducono dal 2002 su Radio Deejay Chiamate Roma Triuno Triuno. Dal 2012 al 2020 ha tenuto un blog per Il Fatto Quotidiano.
Da lunedì 4 gennaio 2016 conduce il suo primo programma in solitaria, Take Me Out - Esci con me, trasmesso da Real Time. Visto il successo di ascolti, il programma sbarca in prima serata ogni martedì alle 21:00 sullo stesso canale, oltre a mantenere la sua collocazione in access e ad avere uno spin-off con persone anziane. È inoltre uno dei quattro conduttori di Ninja Warrior Italia per il Nove. A partire dal 7 novembre 2016 viene arruolato come comico del programma Cartabianca in onda su Rai 3, sia nella versione quotidiana sia in quella di prima serata.
Dal 26 aprile 2017 conduce in prima serata su Real Time Piccoli giganti. Nel 2018 conduce Boss in incognito su Rai 2 e nell'estate dello stesso anno è al timone di Reazione a catena - L'intesa vincente nel preserale di Rai 1. Nonostante la presenza dei Mondiali di calcio sulle reti Mediaset, detiene il record assoluto di ascolti. In autunno, poi, conduce B come Sabato nel sabato pomeriggio di Rai 2 ed è inviato nella maratona Telethon.
Dall'autunno 2019, poi, torna a Discovery per condurre il nuovo game show Deal With It - Stai al gioco sul Nove, e nel 2021 la nuova stagione de Il contadino cerca moglie sulla piattaforma streaming Discovery+. Nello stesso anno affianca Cristiano Malgioglio al commento della finale dell'Eurovision Song Contest su Rai 1. Sempre col paroliere siciliano commenta, nella sua integralità, l'Eurovision Song Contest 2022 ospitato al Palasport Olimpico di Torino. Sempre nel 2022, dopo il successo della serie pilota, dal 5 settembre 2022, conduce il nuovo game Don't Forget the Lyrics! - Stai sul pezzo sempre sul Nove. Da maggio 2022 è Goodwill Ambassador di UNICEF. A marzo del 2023 vince il Telegatto. Il 28 marzo 2023, all'interno del programma di Rai 2 Stasera c'è Cattelan, Corsi annuncia che commenterà l'Eurovision Song Contest 2023 (terza volta, questa volta affiancato da Mara Maionchi), il 9 e l'11 maggio su Rai 2 e il 13 maggio, per la finalissima dell'evento, su Rai 1; un anno dopo la coppia è ancora confermata al commento della kermesse europea.
Ad ottobre del 2024 ha pubblicato il suo primo romanzo dal titolo Che bella giornata, speriamo che non piova, per Cairo. Il commovente racconto della malattia del padre e dell'esperienza, durante il servizio civile, in una struttura per malati psichiatrici.
La poesia Fammi essere ancora figlio con cui inizia il libro, letta durante il programma In altre parole in onda su LA7, è diventata virale e viene visualizzata 3 milioni di volte.
Dall'8 al 15 febbraio 2025, insieme alla conduttrice Bianca Guaccero e all'inviata Mariasole Pollio, ha condotto il PrimaFestival, in occasione del 75º Festival di Sanremo, dopo essere stato annunciato da Carlo Conti il 27 dicembre 2024.
Ha poi commentato per la quinta volta l'ESC, stavolta affiancato dalla cantante BigMama.

## Vita privata
È sposato con la giornalista del quotidiano la Repubblica Laura Pertici e ha due figli.

## Filmografia

### Cinema
- Io e Giulia, regia di Gabriele Muccino (1997) – cortometraggio
- Alex l'ariete, regia di Damiano Damiani (2000)
- Febbre da cavallo - La mandrakata, regia di Carlo Vanzina (2002) – con il Trio Medusa
- 10 regole per fare innamorare, regia di Cristiano Bortone (2012) – con il Trio Medusa
- I soliti idioti 3 - Il ritorno, regia di Francesco Mandelli, Fabrizio Biggio e Martino Ferro (2024)

### Televisione
- Il maresciallo Rocca – serie TV (1996-2001)
- Una donna per amico – serie TV (2000-2001)
- L'inganno, regia di Rossella Izzo – film TV (2003)
- Boris (2008) – serie TV, episodio 2x05 – con il Trio Medusa
- Romanzo siciliano, regia di Lucio Pellegrini – miniserie TV (2016)

### Doppiaggio

#### Cinema
- Astro Boy (2009) – con il Trio Medusa

#### Cartoni animati
- Sons of Butcher (2005-2006) – con il Trio Medusa

### Videoclip
- Ombrelloni di Simone Cristicchi (2006) – con il Trio Medusa
- Troppo Avanti di Piotta (2007) – con il Trio Medusa

### Pubblicità
- Tronky (2008) – con il Trio Medusa
- Ferrarelle (2020)

## Programmi televisivi
- Le Iene (Italia 1, 1999-2007, 2015) – con il Trio Medusa
- Premio italiano della musica (Italia 1, 2002) – con il Trio Medusa
- Takeshi's Castle (GXT, K2, 2008-2009; Comedy Central, dal 2018) – con il Trio Medusa
- Parla con me (Rai 3, 2009-2010) – con il Trio Medusa
- La gaia scienza (LA7, 2009-2010) – con il Trio Medusa
- Una cena di Natale quasi perfetta (Sky Uno, 2009-2010) – con il Trio Medusa
- Quelli che il calcio (Rai 2, 2011-2013) – con il Trio Medusa
- Italia Coast2Coast (Rai 2, 2012) – con il Trio Medusa
- Zelig (Canale 5, 2014) – con il Trio Medusa
- Trio Medusa Late Show (Italia 1, 2015) – con il Trio Medusa
- Take Me Out - Esci con me (Real Time, 2016-2018)
- Take Me Out - Party Night (Real Time, 2016)
- Ninja Warrior Italia (Nove, 2016)
- Take Me Out - Signore e Signori (Real Time, 2016)
- Cartabianca (Rai 3, 2016-2018)
- Piccoli giganti (Real Time, 2017)
- Wipeout - Pronti a tutto! (Spike, 2017) – con il Trio Medusa
- Boss in incognito (Rai 2, 2018)
- Primo appuntamento (Real Time, 2018)
- Reazione a catena - L'intesa vincente (Rai 1, 2018)
- B come Sabato (Rai 2, 2018)
- Telethon (Rai 1, Rai 2, 2018)
- Deal With It - Stai al gioco (Nove, 2019-2022)
- Amore in quarantena (Rai 1, 2020-2021) – con il Trio Medusa
- Il contadino cerca moglie (Nove, dal 2021)
- Eurovision Song Contest (Rai 1, dal 2021 e Rai 2, dal 2023) – commentatore[31]
- Prodigi - La musica è vita (Rai 1, 2021)
- Don't Forget the Lyrics! - Stai sul pezzo (Nove, dal 2022)
- Eurovision Song Contest 2022 Turquoise Carpet (Rai Play, 2022)
- PrimaFestival (Rai 1, 2025) - co-conduttore
- Premio Marisa Bellisario (Rai 1, 2025)

## Radio
- Chiamate Roma Triuno Triuno (Radio Deejay, dal 2002) – con il Trio Medusa

## Opere
- Trio Medusa, Culattoni e raccomandati: la vera storia del Trio Medusa, Casale Monferrato, Piemme pocket, 2005, ISBN 88-384-8779-0.
- Che bella giornata, speriamo che non piova, Cairo, 2024, ISBN 978-88-309-0427-9

## Riconoscimenti
- 2023 – Telegatto per il programma Don't Forget the Lyrics! - Stai sul pezzo[32]
- 2023 – Italian TV Award[33]
- 2024 – BCT Festival Benevento[34]
- 2024 – Premio Margutta[35]